# Jana Fernández
Jana Fernández Velasco (Sant Esteve Sesrovires, 18 febbraio 2002) è una calciatrice spagnola, difensore del Barcellona e della nazionale spagnola.
Cresciuta calcisticamente nel club catalano, pur non ancora ventenne ha collezionato due titoli di campione di Spagna, tre Coppe della Regina e una UEFA Women's Champions League, inoltre con la maglia della formazione Under-17 ha vinto, entrambi nel 2018, un Europeo e un Mondiale di categoria.

## Statistiche

### Presenze e reti nei club
Statistiche aggiornate al 7 giugno 2025.
| Stagione          | Squadra           | Campionato        | Campionato | Campionato | Coppe nazionali | Coppe nazionali | Coppe nazionali | Coppe continentali | Coppe continentali | Coppe continentali | Altre coppe | Altre coppe | Altre coppe | Totale | Totale |
| Stagione          | Squadra           | Comp              | Pres       | Reti       | Comp            | Pres            | Reti            | Comp               | Pres               | Reti               | Comp        | Pres        | Reti        | Pres   | Reti   |
| ----------------- | ----------------- | ----------------- | ---------- | ---------- | --------------- | --------------- | --------------- | ------------------ | ------------------ | ------------------ | ----------- | ----------- | ----------- | ------ | ------ |
| 2018-2019         | Barcellona        | PD                | 1          | 0          | CR              | 0               | 0               | UWCL               | 0                  | 0                  | CC          | 0           | 0           | 1      | 0      |
| 2019-2020         | Barcellona        | PD                | -          | -          | CR              | -               | -               | UWCL               | -                  | -                  | CC+SE       | -           | -           | 0      | 0      |
| 2020-2021         | Barcellona        | PD                | 16         | 0          | CR              | 1               | 0               | UWCL               | 3                  | 0                  | SE          | 0           | 0           | 20     | 0      |
| 2021-2022         | Barcellona        | PD                | 12         | 2          | CR              | 0               | 0               | UWCL               | 4                  | 0                  | SE          | 2           | 0           | 18     | 2      |
| 2022-2023         | Barcellona        | PD                | 6          | 1          | CR              | 0               | 0               | UWCL               | 1                  | 0                  | SE          | 0           | 0           | 7      | 1      |
| 2023-2024         | Barcellona        | PD                | 9          | 0          | CR              | 0               | 0               | UWCL               | 0                  | 0                  | SE          | 0           | 0           | 9      | 0      |
| 2024-2025         | Barcellona        | PD                | 23         | 1          | CR              | 5               | 0               | UWCL               | 6                  | 0                  | CC+SS       | 1+1         | 0           | 36     | 1      |
| Totale Barcellona | Totale Barcellona | Totale Barcellona | 67         | 4          | -               | 6               | 0               | -                  | 14                 | 0                  | -           | 4           | 0           | 91     | 4      |
| Totale Carriera   | Totale Carriera   | Totale Carriera   | 67         | 4          | -               | 6               | 0               | -                  | 14                 | 0                  | -           | 4           | 0           | 91     | 4      |

### Cronologia presenze e reti in nazionale
| Cronologia completa delle presenze e delle reti in nazionale ― Spagna | Cronologia completa delle presenze e delle reti in nazionale ― Spagna | Cronologia completa delle presenze e delle reti in nazionale ― Spagna | Cronologia completa delle presenze e delle reti in nazionale ― Spagna | Cronologia completa delle presenze e delle reti in nazionale ― Spagna | Cronologia completa delle presenze e delle reti in nazionale ― Spagna | Cronologia completa delle presenze e delle reti in nazionale ― Spagna | Cronologia completa delle presenze e delle reti in nazionale ― Spagna |
| Data                                                                  | Città                                                                 | In casa                                                               | Risultato                                                             | Ospiti                                                                | Competizione                                                          | Reti                                                                  | Note                                                                  |
| --------------------------------------------------------------------- | --------------------------------------------------------------------- | --------------------------------------------------------------------- | --------------------------------------------------------------------- | --------------------------------------------------------------------- | --------------------------------------------------------------------- | --------------------------------------------------------------------- | --------------------------------------------------------------------- |
| 29-6-2023                                                             | Avilés                                                                | Spagna                                                                | 7 – 0                                                                 | Panama                                                                | Amichevole                                                            | -                                                                     | 62’                                                                   |
| 4-6-2024                                                              | Tenerife                                                              | Spagna                                                                | 3 – 2                                                                 | Danimarca                                                             | Qual. Euro 2025                                                       | -                                                                     | 59’                                                                   |
| 29-10-2024                                                            | Vicenza                                                               | Italia                                                                | 1 – 1                                                                 | Spagna                                                                | Amichevole                                                            | -                                                                     | 75’                                                                   |
| 29-11-2024                                                            | Cartagena                                                             | Spagna                                                                | 5 – 0                                                                 | Corea del Sud                                                         | Amichevole                                                            | -                                                                     | 61’                                                                   |
| 4-4-2025                                                              | Paços de Ferreira                                                     | Portogallo                                                            | 2 – 4                                                                 | Spagna                                                                | UEFA Women's Nations League 2025 - 1° turno                           | -                                                                     |                                                                       |
| 8-4-2025                                                              | Vigo                                                                  | Spagna                                                                | 7 – 1                                                                 | Portogallo                                                            | UEFA Women's Nations League 2025 - 1° turno                           | -                                                                     |                                                                       |
| 3-6-2025                                                              | Cornellà de Llobregat                                                 | Spagna                                                                | 2 – 1                                                                 | Inghilterra                                                           | UEFA Women's Nations League 2025 - 1° turno                           | -                                                                     | 89’                                                                   |
| 27-6-2025                                                             | Leganés                                                               | Spagna                                                                | 3 – 1                                                                 | Giappone                                                              | Amichevole                                                            | -                                                                     | 46’                                                                   |
| 3-7-2025                                                              | Berna                                                                 | Spagna                                                                | 5 – 0                                                                 | Portogallo                                                            | Euro 2025 - 1° turno                                                  | -                                                                     | 66’                                                                   |
| 11-7-2025                                                             | Berna                                                                 | Italia                                                                | 1 – 3                                                                 | Spagna                                                                | Euro 2025 - 1° turno                                                  | -                                                                     |                                                                       |
| Totale                                                                |                                                                       | Presenze                                                              | 10                                                                    |                                                                       | Reti                                                                  | 0                                                                     |                                                                       |

## Palmarès

### Club

#### Competizioni nazionali
- Campionato spagnolo: 6

Barcellona: 2019-2020, 2020-2021, 2021-2022, 2022-2023, 2023-2024, 2024-2025
- Coppa della Regina: 7

Barcellona: 2017, 2018, 2019-2020, 2020-2021, 2021-2022, 2023-2024, 2024-2025
- Supercoppa spagnola: 5

Barcellona: 2020, 2022, 2023, 2024, 2025

#### Competizioni internazionali
- UEFA Women's Champions League: 3

Barcellona: 2020-2021, 2022-2023, 2023-2024

### Nazionale
- Campionato mondiale under 17: 1

2018
- Campionato d'Europa under 17: 1

2018